# Televisão combo

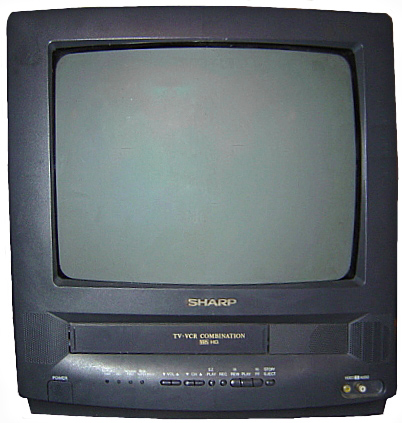
Uma típica combinação TV/VCR.

Uma televisão combo, ou TV/VCR combo, e mais popularmente conhecida como televídeo, é uma televisão que possui um sistema de VCR ou um DVD player integrados em uma televisão. Essa convergência tecnológica possui as vantagens (se comparada com uma televisão e DVD player ou VCR separados) de preservação de espaço, e aumento de portabilidade. Tais televisores entraram no mercado em meados dos anos 80, quando os VCRs se tornaram dispositivos ubíquos para os donos de casa. Desde então, o formato VHS se tornou um padrão; não obstante, grande maioria dos combos de TV e VCR são baseados no sistema VHS.
Apesar de quase todas as combinações TV/VCR possuírem uma saída de som monaural (mono), há uma grande quantidade de combinações com um sintonizador de TV stereo, mas com um VCR mono (alguns ainda possuem uma entrada de som em mono, juntamente com uma entrada para vídeo componente. Alguns modelos da Panasonic ainda vinham acompanhados de rádio FM. Uma exceção para esse tipo de modelo, é para as combinações TV/DVD, que podem possuir um VCR com som stereo (no caso, uma combinação TV/VCR/DVD). Um dos grandes problemas da combinação TV/DVD/VCR é que o VCR integrado pode eventualmente ativar o Content Scramble System no sistema do DVD player, tornando impossível assistir DVDs na unidade.
Os televisores modernos tendem a ser, em grande parte, máquinas de estado sólido, enquanto os VCRs precisam de uma manipulação mecânica do VHS e precisam de eventual manutenção. Em virtude disso, não é incomum um sistema VCR parar de funcionar ou deixar de ter funcionalidade confiável anos antes de seu provável destino. Isso faz com que os utilizadores fiquem com "metade" do aparelho em funcionamento e, por conseguinte, torna o reparo do aparelho mais caro.
No final de 2006, televisores flat com DVD players integrados começaram a aparecer no mercado, e foram os suplentes diretos da combinação TV/VCR. Isso se deve ao preço mais acessível e maior disponibilidade, além de possuir um formato mais compacto, enquanto as televisões de tubo começavam a se tornar obsoletas e videocassetes começavam a desaparecer do mercado.